# Lewis Baker
Lewis Renard Baker (Luton, 25 de abril de 1995) é um futebolista inglês que atua como meia. Atualmente joga pelo Stoke City.

## Carreira

### Chelsea
Desde novo na base do Chelsea, para a temporada 2014–15 integrou o time principal usando a camisa 34. Mas após metade da temporada foi emprestado ao Sheffield Wednesday e chamado de volta pelo Chelsea após 4 aparições. Foi cedido ao MK Dons até o fim daquela mesma temporada marcando seu 1º gol na derrota para o Chesterfield em casa por 2–1 e seu segundo tento contra o Notts County na vitória por 4–1.

#### Vitesse
Eis que então acabara por ser emprestado ao clube holandês Vitesse em 26 de junho de 2015 por um ano. Estreou na UEFA Europa League na derrota por 3–0 contra o Southampton fora de casa.
Marcou gols na Eredivisie contra Roda JC, SC Cambuur, PEC Zwolle, De Graafschap e NEC. Seu empréstimo acabou sendo estendido para a próxima temporada. Marcando mais 10 gols na Eredivisie e mais 5 na Copa KNVB.

#### Reading
Em 9 de janeiro de 2019, Baker foi emprestado pelo Reading. Em 19 jogos, marcou um gol contra o Hull City.

### Stoke City
No dia 15 de janeiro de 2022, o jogador assinou por 2 anos e meio com o Stoke City, enfim deixando o Chelsea. Ele viera a marcar 8 gols em 21 aparições na temporada 2021/22.

## Títulos
Vitesse
- Copa dos Países Baixos: 2016–17

Inglaterra
- Torneio de Toulon: 2016

### Artilharias
- Torneio de Toulon de 2016 (4 gols)
- Copa KNVB de 2016–17 (5 gols)